# Iulie 2009
Acest articol este generat integral pe baza informațiilor din articolul 2009 și este actualizat periodic de un robot.
 Editările făcute în articol vor fi șterse la următoarea actualizare! Dacă doriți să faceți modificări, editați articolul-sursă.

ianuarie -
februarie -
martie -
aprilie -
mai -
iunie -
iulie -
august -
septembrie -
octombrie -
noiembrie -
decembrie
Iulie 2009 a fost a șaptea lună a anului și a început într-o zi de miercuri.

## Evenimente

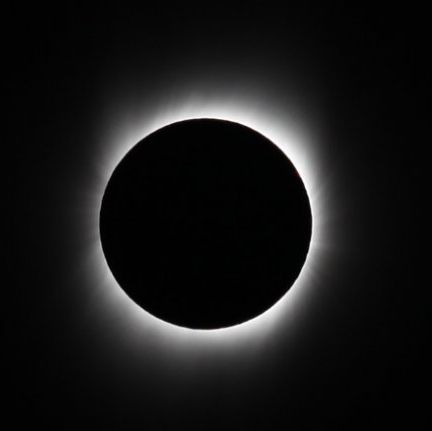
Eclipsa de Soare din 22 iulie 2009

- 1 iulie: Suedia preia de la Republica Cehă președinția Consiliului Uniunii Europene.
- 4 iulie: A început cea de-a 96-a ediție a Turului Franței.
- 17 iulie-2 august: Cea de-a 13 ediție a Campionatelor Mondiale de natație s-a desfășurat la Roma.
- 22 iulie: Eclipsă totală de soare în Asia.
- 23 iulie: S-au lansat canalele Digi Sport 1 și Digi Sport 2,sub canalele Digi Sport și Digi Sport Plus.
- 26 iulie: S-a încheiat cea de-a 96-a ediție a Turului Franței cu victoria spaniolului Alberto Contador.
- 29 iulie: Alegeri parlamentare anticipate în Republica Moldova.

## Decese
- 1 iulie: Marwa El-Sherbini, 31 ani, farmacistă egipteană (n. 1977)
- 1 iulie: Karl Malden (n. Mladen George Sekulovich), 97 ani, actor american (n. 1912)
- 1 iulie: Iosif Vatopedinul, 88 ani, monah din Muntele Athos, unul dintre puținii ucenici ai Sfântului Iosif Isihastul (Spileotul) (n. 1921)
- 3 iulie: Frank Devine, 77 ani, jurnalist și editor de ziar australian (n. 1931)
- 3 iulie: Dumitru Irimia, 69 ani, profesor, lingvist și filolog român (n. 1939)
- 3 iulie: John Keel (n. Alva John Kiehle), 79 ani, jurnalist și ufolog american (n. 1930)
- 4 iulie: Gelu Măgureanu, 41 ani, poet, ziarist și sociolog român (n. 1967)
- 5 iulie: Dionisie Ghermani, 86 ani, scriitor român (n. 1922)
- 5 iulie: Mihai Marcian Iacob, 76 ani, regizor român de film (n. 1933)
- 6 iulie: Vasili Aksionov, 76 ani, scriitor rus (n. 1932)
- 6 iulie: Mihai Baicu, 33 ani, fotbalist român (n. 1975)
- 6 iulie: Robert Strange McNamara, 93 ani, om de afaceri și politician american (n. 1916)
- 9 iulie: Nicolae Burcea, 54 ani, fotbalist și antrenor român (n. 1955)
- 11 iulie: Arturo Gatti, 37 ani, pugilist canadian de etnie italiană (n. 1972)
- 12 iulie: Charles N. Brown (Charles Nikki Brown), 72 ani, redactor american (n. 1937)
- 12 iulie: Tommy Cummings (Thomas Smith Cummings), 80 ani, fotbalist britanic (n. 1928)
- 12 iulie: Christopher Prout, politician britanic (n. 1942)
- 13 iulie: Uma Aaltonen, 68 ani, politician, autor și jurnalist finlandez (n. 1940)
- 14 iulie: Maurice Fontaine, 104 ani, politician francez, membru de onoare al Academiei Române (n. 1904)
- 15 iulie: Natalia Estemirova, 49 ani, jurnalistă rusă și activistă pentru drepturile omului (n. 1959)
- 17 iulie: Meir Amit, 88 ani, general și om politic israelian (n. 1921)
- 17 iulie: Leszek Kołakowski, 81 ani, filosof polonez (n. 1927)
- 18 iulie: Petre Alexandrescu, 79 ani, istoric român (n. 1930)
- 18 iulie: Paul Petrescu, 88 ani, etnolog român (n. 1921)
- 18 iulie: Paul Petrescu, etnolog român (n. 1921)
- 21 iulie: Maria Sanda Tătărescu-Negropontes, 90 ani, senator român (1990-1992), (n. 1919)
- 23 iulie: Dan Setlacec, 87 ani, medic și profesor român (n. 1921)
- 25 iulie: Sergiu Grossu, 88 ani, scriitor și teolog român (n. 1920)
- 29 iulie: Thomas von Randow (aka Zweistein), 87 ani, matematician german (n. 1921)
- 31 iulie: Sorin Mircea Bottez, 79 ani, om politic român, luptător anticomunist, ambasador al României la ONU (n. 1930)
- 31 iulie: Bobby Robson (n. Robert William Robson), 76 ani, fotbalist, antrenor și selecționer britanic (n. 1933)